# Аликвотна дроб
Аликвотна дроб е дроб от вида {\displaystyle \textstyle {\frac {1}{n}}}, където {\displaystyle \textstyle {n}} е естествено число.
За аликвотните дроби е в сила твърдението, че всяко положително рационално число е представимо във вида на сбор от краен брой аликвотни дроби с различни знаменатели.
Аликвотните дроби често се използват в практиката и дори на много калкулатори функцията 1/x (т.нар. реципрочна стойност) е изнесена на отделен бутон. В Древен Египет аликвотните били единствените „признати“ дроби, поради което по-късно започнали да ги наричат „египетски дроби“. Дефиницията на това понятие обаче варира сред различните източници.
Математическата крива, която отговаря на уравнението {\displaystyle \textstyle {f(x)={\frac {1}{x}}}}, се нарича хипербола, а редът, образуван от събирането на всички аликвотни дроби - хармоничен ред.